# Meinhard Ade
Meinhard Ade (* 5. Februar 1944 in Säckingen, Baden) ist ein deutscher Verwaltungsjurist.

## Leben
Ade studierte Rechtswissenschaften, Politikwissenschaften und Volkswirtschaft in Freiburg, Wien und Kiel und promovierte 1976 mit seiner Dissertation Der Länderrat: Zur Zweckmässigkeit und Zulässigkeit einer verfassten Ländergemeinschaft an der Albert-Ludwigs-Universität Freiburg.
Von 1973 bis 1975 war Ade Mitglied des Bundesvorstandes der Jungen Union und von 1973 bis 1977 Sekretär der Grundsatz- bzw. der Grundsatzprogrammkommission der CDU. Ab 1977 war er Büroleiter des CDU-Generalsekretärs Heiner Geißler.
Von 1981 bis 1984 war Ade Senatssprecher und Leiter des Presse- und Informationsamts in Berlin. Bundespräsident Richard von Weizsäcker holte ihn 1985 als stellvertretender Chef und Leiter der Abteilung Innenpolitik im Rang eines Ministerialdirektors in das Bundespräsidialamt. In dieser Funktion blieb er bis zur Wahl Roman Herzogs (1994), von dem er bei dessen Amtsantritt den goldenen Handschlag erhielt, obwohl beide Christdemokraten sind.
Seit 1994 ist er Partner einer Sozietät in Köln. Ade ist verheiratet und hat drei Kinder.

## Auszeichnungen
- 1989: Großoffizier des Ordens des Infanten Dom Henrique
- 1990: Bundesverdienstkreuz 1. Klasse